# Невський проспект (повість)
«Невський проспект» (рос. Невский проспект) — повість Миколи Гоголя написана ним у 1833-34 роках. Вперше видана 1835 року в збірці «Арабески».

## Історія створення
З 1830 по 1833 Микола Гоголь ходив на заняття, які проводилися на території Академії мистецтв у Петербурзі. Там він був вільним студентом, тому відвідував далеко не всі уроки, а тільки ті, які викликали у нього непідробний інтерес. Під впливом навчання і спілкування з різними людьми, а також можливістю споглядати мистецтво і створювати його своїми руками, в 1831 році у нього з'являється задум твору, який він почав розвивати. Деякою основою стало кілька намальованих картин, на яких зображено Невські пейзажі. Він завершив роботу над повістю в жовтні 1834 року, а 10 листопада того самого року отримав цензурний дозвіл на публікацію для широкого загалу. Вперше твір надруковано у збірнику «Арабески».
Збереглося два начерки зроблених Миколою Васильовичем протягом 1831-33 це: «Страшна рука. Повість з книги під назвою: місячне світло в розбитому вікні горища на Васильївському острові в 16 лінії» та «Ліхтар помирав…», дослідники відносять їх до задуму повісті «Невський проспект».

## Сюжет
Твір розпочинається описом життя Невського проспекту в столиці Російської імперії Петербурзі. Коли мова доходить до опису нічного життя, автор розповідає про двох друзів: художника Піскарьова та поручика Пирогова, їм обом сподобалося дві дівчини і вони розділяються, щоб пройти кожен за своєю. Далі читач спостерігає спочатку за історією художника Піскарьова, а після за поручиком Пироговим.

### Сюжетна лінія художника Піскарьова
Художник слідує за гарною брюнеткою, щоб дізнатися де вона живе. Коли вона це помітила то спочатку трішки розізлилась, але згодом посміхнулась молодому хлопцю. Коли вони дійшли до чотирьохповерхового будинку, то дівчина жестом руки покликала до себе Піскарьова. Зайшовши в середину він побачив в одній кімнаті інших дівчат які його уважно роздивлялися, а неподалік сусідньої кімнати висів офіцерський мундир, а також було чути звуки які видавав сам офіцер. Художник зрозумів, що він в борделі, і його кохана є повією. Він зніяковів і побіг додому. Вдома він довго не спав і нічого не їв, а просто сидів зі свічкою за столом. Він думав, що не може так бути, що та гарна жінка насправді повія. Як раптом відчинилися двері, в дім зайшов лакей і сказав, що брюнетка в якої художник сьогодні був прислала за ним екіпаж і чекає на нього. Піскарьов спочатку не повірив, але лакей його запевнив, що це правда і вони вирушили до неї. По приїзду лакей провів художника в будівлю в середині якої проходив бал, де було багато знатних осіб. На сцені де зібралося багато глядачів танцювала саме та брюнетка, коли Піскарьов пройшов до сцени і впізнав її вона показала йому знак чекати на неї, що головний герой і зробив. Коли дівчина підійшла то сказала, що насправді вона не повія і після розкаже деталі. Хтось запросив її потанцювати, вона сказала лишатися на місці, але коли художник втратив її з поля зору він вирішив її пошукати, що йому не вдалося і він загубився в юрбі. Після Піскарьов прокинувся, виявилося, що це був сон, і він заснув за столом, свічка вже догорала. Художник дуже засмутився і ліг спати в ліжко. Наступні дні він наче не жив, а тільки чекав вечора щоб лягти спати і бачити сни зі своєю коханою, так проходив день за днем. Одного разу в нього виникло безсоння. Художник пішов до знайомого перса, в якого отримав трішки опіуму для кращого сну, а на заміну він пообіцяв тому намалювати гарну дівчину. Після багатьох днів такого «сонного існування» Піскарбов насмілився піти до коханої брюнетки. Він з труднощами, але знайшов той самий бордель, зайшов в кімнату де зустрів ту саму дівчину з подругою. Він їй розповів, що любить її, проте він бідний, художник запропонував їй одружитися і жити разом, він малюватиме картини, а вона його буде надихати і щось можливо вишивати чи прясти. Брюнетка тільки посміялася, а подруга її з сарказмом заявила, що готова жити з Піскарьовим і теж почала сміятися. Художник був в розпачі, він повернувся додому і замкнувся у своїй кімнаті. Тиждень з відти ніхто не виходив доки сусіди не виламали двері. Виявилося, що Піскарьов порізав лезом бритви свою горлянку та довго помирав у муках. На похоронах майже нікого не було, тільки місцевий будочник на підпитку. Навіть Пирогов не завітав. І тут автор пропонує повернутися до його історії.

### Сюжетна лінія поручика Пирогова
Пирогов пройшов за блондинкою до самого її будинку і без запрошення зайшов в середину. Там був її чоловік на підпитку і його товариш. Чоловік дівчини наказував своєму другові різати йому ніс, бо на те, що він нюхає тютюн йде багато коштів. І мабуть, якби Пирогов не зайшов він би так і відрізав його. Виявилося, що і дівчина і їїчоловік — німці. Чоловіка звати Шиллер, його друга Гофман. Шиллер бляхар. Наступного дня Пирогов замовив у нього собі шпори й почав навідуватися до нього додому дуже часто, щоб бачити блондинку. Коли німець зробив шпори, то Пирогов замовив оправу для турецького кинджала. З часом поручик дізнався від блондинки, що неділями її чоловіка не буває вдома. Наступної неділі Пирогов прийшов до неї до дому і намагався жартувати, коли з боку блондинки реакції не було жодної він запропонував їй танцювати. Після танців він почав її цілувати та в цей час повернувся додому п'яний Шиллер разом з Гофманом і ще одним другом Кунцом. Вони висікли Пирогова, що його дуже розлютило. Він планував йти жалітися на них, щоб їх заслали до Сибіру, але по дорозі він зайшов в кондитерську, почитав газету і заспокоївся. А увечері всіх приголомшив тим, як танцював мазурку, всі були вражені, а Пирогов вирішив не розповідати про образу від німця, адже про це ніхто і так не дізнається.

## Оцінка
- Після публікації твір отримав високу оцінку від літературного критика Віссаріона Бєлінського[6]. Про образ Пирогова критик говорить таке[7]: «О єдиний, незрівнянний Пирогов, тип з типів, прототип з прототипів!»

- Федір Достоєвський вважав сцену побиття Пирогова німцем пророчою[8]: «Поручик Пирогов, сорок років тому висічений у Великій міщанській слюсарем Шиллером, — був страшним пророцтвом, пророцтвом генія, так жахливо вгадав майбутнє…»

## Екранізації
- 1915 — Невський проспект ( Російська імперія, не зберігся)
- 1953 — Прогулянка ( Італія, фільм тільки за мотивами твору, це не екранізація оригінальної повісті)
- 2019 — Невський проспект — 300 ( Росія, за мотивами оригінального твору, дію перенесено в наш час)